# Bert Bell Award
O Bert Bell Award (Prêmio Bert Bell em português) é apresentado pelo 'Maxwell Football Club' ao jogador de futebol americano do ano na National Football League (NFL). O prêmio é nomeado em homenagem a Bert Bell (1895-1959), comissário da NFL e fundador do Maxwell Club. Os eleitores do prêmio são os donos da NFL, Headcoaches(Treinadores) e assistentes, bem como membros do 'Maxwell Football Club', mídia nacional, tanto eletrônica quanto impressa, e mídia local. O prêmio consiste em um troféu na forma de uma estátua semelhante à Bell. O prêmio é apresentado no banquete anual do futebol do clube

## Vencedores
| Temporada | Jogador                | Posição          | Time                 | Ref    |
| --------- | ---------------------- | ---------------- | -------------------- | ------ |
| 1959      | Johnny Unitas          | Quarterback      | Baltimore Colts      | [ 1 ]  |
| 1960      | Norman Van Brocklin    | Quarterback      | Philadelphia Eagles  | [ 2 ]  |
| 1961      | Paul Hornung           | Running back     | Green Bay Packers    | [ 3 ]  |
| 1962      | Andy Robustelli        | Defensive end    | New York Giants      | [ 4 ]  |
| 1963      | Jim Brown              | Running back     | Cleveland Browns     | [ 5 ]  |
| 1964      | Johnny Unitas (2)      | Quarterback      | Baltimore Colts      | [ 6 ]  |
| 1965      | Pete Retzlaff          | Tight end        | Philadelphia Eagles  | [ 7 ]  |
| 1966      | Don Meredith           | Quarterback      | Dallas Cowboys       | [ 8 ]  |
| 1967      | Johnny Unitas (3)      | Quarterback      | Baltimore Colts      | [ 9 ]  |
| 1968      | Leroy Kelly            | Running back     | Cleveland Browns     | [ 10 ] |
| 1969      | Roman Gabriel          | Quarterback      | Los Angeles Rams     | [ 11 ] |
| 1970      | George Blanda          | Quarterback      | Oakland Raiders      | [ 12 ] |
| 1971      | Roger Staubach         | Quarterback      | Dallas Cowboys       | [ 13 ] |
| 1972      | Larry Brown            | Running back     | Washington Redskins  | [ 14 ] |
| 1973      | O.J. Simpson           | Running back     | Buffalo Bills        | [ 15 ] |
| 1974      | Merlin Olsen           | Defensive tackle | Los Angeles Rams     | [ 16 ] |
| 1975      | Fran Tarkenton         | Quarterback      | Minnesota Vikings    | [ 17 ] |
| 1976      | Ken Stabler            | Quarterback      | Oakland Raiders      | [ 18 ] |
| 1977      | Bob Griese             | Quarterback      | Miami Dolphins       | [ 19 ] |
| 1978      | Terry Bradshaw         | Quarterback      | Pittsburgh Steelers  | [ 20 ] |
| 1979      | Earl Campbell          | Running back     | Houston Oilers       | [ 21 ] |
| 1980      | Ron Jaworski           | Quarterback      | Philadelphia Eagles  | [ 22 ] |
| 1981      | Ken Anderson           | Quarterback      | Cincinnati Bengals   | [ 23 ] |
| 1982      | Joe Theismann          | Quarterback      | Washington Redskins  | [ 24 ] |
| 1983      | John Riggins           | Running back     | Washington Redskins  | [ 25 ] |
| 1984      | Dan Marino             | Quarterback      | Miami Dolphins       | [ 26 ] |
| 1985      | Walter Payton          | Running back     | Chicago Bears        | [ 27 ] |
| 1986      | Lawrence Taylor        | Linebacker       | New York Giants      | [ 28 ] |
| 1987      | Jerry Rice             | Wide receiver    | San Francisco 49ers  | [ 7 ]  |
| 1988      | Randall Cunningham     | Quarterback      | Philadelphia Eagles  | [ 29 ] |
| 1989      | Joe Montana            | Quarterback      | San Francisco 49ers  | [ 30 ] |
| 1990      | Randall Cunningham (2) | Quarterback      | Philadelphia Eagles  | [ 31 ] |
| 1991      | Barry Sanders          | Running back     | Detroit Lions        |        |
| 1992      | Steve Young            | Quarterback      | San Francisco 49ers  |        |
| 1993      | Emmitt Smith           | Running back     | Dallas Cowboys       |        |
| 1994      | Steve Young (2)        | Quarterback      | San Francisco 49ers  |        |
| 1995      | Brett Favre            | Quarterback      | Green Bay Packers    |        |
| 1996      | Brett Favre (2)        | Quarterback      | Green Bay Packers    |        |
| 1997      | Barry Sanders (2)      | Running back     | Detroit Lions        |        |
| 1998      | Randall Cunningham (3) | Quarterback      | Minnesota Vikings    |        |
| 1999      | Kurt Warner            | Quarterback      | St. Louis Rams       |        |
| 2000      | Rich Gannon            | Quarterback      | Oakland Raiders      |        |
| 2001      | Marshall Faulk         | Running back     | St. Louis Rams       |        |
| 2002      | Rich Gannon (2)        | Quarterback      | Oakland Raiders      |        |
| 2003      | Peyton Manning         | Quarterback      | Indianapolis Colts   |        |
| 2004      | Peyton Manning (2)     | Quarterback      | Indianapolis Colts   |        |
| 2005      | Shaun Alexander        | Running back     | Seattle Seahawks     |        |
| 2006      | LaDainian Tomlinson    | Running back     | San Diego Chargers   |        |
| 2007      | Tom Brady              | Quarterback      | New England Patriots |        |
| 2008      | Adrian Peterson        | Running back     | Minnesota Vikings    |        |
| 2009      | Drew Brees             | Quarterback      | New Orleans Saints   |        |
| 2010      | Michael Vick           | Quarterback      | Philadelphia Eagles  |        |
| 2011      | Aaron Rodgers          | Quarterback      | Green Bay Packers    | [ 32 ] |
| 2012      | Adrian Peterson (2)    | Running back     | Minnesota Vikings    |        |
| 2013      | Peyton Manning (3)     | Quarterback      | Denver Broncos       |        |
| 2014      | J.J. Watt              | Defensive end    | Houston Texans       |        |
| 2015      | Cam Newton             | Quarterback      | Carolina Panthers    | [ 33 ] |
| 2016      | Matt Ryan              | Quarterback      | Atlanta Falcons      | [ 34 ] |
| 2017      | Carson Wentz           | Quarterback      | Philadelphia Eagles  | [ 35 ] |
| 2018      | Patrick Mahomes        | Quarterback      | Kansas City Chiefs   | [ 35 ] |
| 2019      | Lamar Jackson          | Quarterback      | Baltimore Ravens     | [ 35 ] |
| 2020      | —                      | —                | —                    | —      |
| 2021      | Jonathan Taylor        | Running back     | Indianapolis Colts   | [ 36 ] |
| 2022      | Jalen Hurts            | Quarterback      | Philadelphia Eagles  | [ 35 ] |
| 2023      | Lamar Jackson (2)      | Quarterback      | Baltimore Ravens     | [ 35 ] |

### Primária
- «Bert Bell Award (Player of the Year) Winners». Pro-Football-Reference.com. Sports Reference LLC. Consultado em 20 de Janeiro de 2017